# Alkimenes (Komödiendichter)
Alkimenes (altgriechisch Ἀλκιμένης Alcimenēs, lateinisch Alcimenes) war ein attischer Komödiendichter, der wahrscheinlich im 5. Jahrhundert v. Chr. wirkte. Er wird von der Suda erwähnt. Wenn die Inschrift der Sieger an den Großen Dionysien richtig ergänzt wurde, ist er auch inschriftlich bezeugt.